# Бојан Суботић
Бојан Суботић (Тиват, 17. децембар 1990) је српски кошаркаш. Игра на позицији крилног центра.

## Биографија
Суботић је прошао млађе категорије ФМП Железника са чијим јуниорским тимом од значајнијих успеха бележи прво место на завршном јуниорском турниру Евролиге 2008. године. Као члан кадетске репрезентације Србије и Црне Горе освојио је бронзану медаљу на Европском првенству 2006. године.
Од 2009. сениорском кошарком почиње да се бави у клубу Раднички баскет, након чега прелази и у први тим ФМП-а, a од сезоне 2011/12. постаје играч Црвене звезде. И поред јаке конкуренције успева да се наметне и Светиславу Пешићу и у наредној сезони Влади Вукоичићу као прва опција на позицији крилног центра. Са Црвеном звездом је освојио Куп Радивоја Кораћа 2013. године.
У јулу 2013. потписао је за подгоричку Будућност. У овом клубу је провео наредне четири сезоне и у том периоду је освојио по четири првенства и купа Црне Горе. У сезони 2017/18. је наступао у Естонији за екипу Калева. У јулу 2018. потписао је за Телеком Бон, у којем је провео наредне две сезоне. Након тога је три сезоне наступао за мађарски Солнок. У јуну 2023. се вратио у ФМП.

## Успеси

### Клупски
- Црвена звезда:
  - Куп Радивоја Кораћа (1): 2013.
- Будућност:
  - Првенство Црне Горе (4): 2013/14, 2014/15, 2015/16, 2016/17.
  - Куп Црне Горе (4): 2014, 2015, 2016, 2017.
- Калев/Крамо:
  - Првенство Естоније (1): 2017/18.
- Солнок Олај:
  - Куп Мађарске (1): 2022.

### Репрезентативни
- Европско првенство до 16 година:  2006.